# Dennis Nelson
Dennis Donovan Nelson, auch DJ Nelson (* 21. März 1990 in Jamaika) ist ein jamaikanischer Volleyball-Nationalspieler und Beachvolleyballspieler.

## Karriere
Dennis Donovan Nelson spielte in der Saison 2015/16 für den ASV Neumarkt in der 2. Bundesliga Süd. Im Anschluss wechselte er in die erste bulgarische Volleyballliga zum VC Pirin Razlog. 2019 kam er an den Inn und stieg mit dem TSV Mühldorf in die 2. Bundesliga auf. Er spielt aktiv in der Männer Nationalmannschaft seines Heimatlandes Jamaika.